# Twin Falls
Twin Falls è una città degli Stati Uniti, capoluogo della contea di Twin Falls, nello Stato dell'Idaho.
È la maggiore città della regione centro-meridionale dello Stato dell'Idaho (Magic Valley), ha un'area di influenza molto ampia che si estende anche a parte del Nevada nord-orientale.
Presso Twin Falls si trovano le maestose cascate di Shoshone Falls, definite le "Niagara" dell'ovest, e per altro più alte di queste.